# Manoj Kumar Pandey
Pour les articles homonymes, voir Pandey.
Le capitaine Manoj Kumar Pandey, PVC (25 juin 1975 - 3 juillet 1999), était un officier de l'armée indienne du 1er bataillon, 11e régiment de fusiliers gorkhas qui reçut, à titre posthume, la plus haute distinction militaire de l'Inde, le Param Vir Chakra, pour son courage audacieux et son leadership pendant la guerre de Kargil en 1999. Il est décédé lors de l'attaque de Jubar Top, Khalubar Hills dans le secteur de Batalik, Kargil.

## Jeunesse
Manoj Kumar Pandey est né le 25 juin 1975 dans le village de Rudha, district de Sitapur, Uttar Pradesh, en Inde. Il était le fils de Gopi Chand Pandey, un petit homme d'affaires vivant à Lucknow. Il était l'aîné de sa famille. Il a fait ses études à l'école Uttar Pradesh Sainik, à Lucknow et à l'école secondaire Rani Laxmi Bai Memorial. Il avait un vif intérêt pour le sport, en particulier la boxe et la musculation. Il a été élu meilleur cadet de la division junior NCC de l'académie d'Uttar Pradesh en 1990. Il est diplômé de l'Académie de la défense nationale, 90e promotion et appartenait à l'escadron Mike (Mustangs). Il commanda au sein du 1er bataillon, 11 fusils Gorkha (1/11 GR).
Avant sa sélection, au cours de son entretien avec le jury de sélection des services (SSB), l'intervieweur lui a demandé: « Pourquoi voulez-vous vous joindre à l'armée? Il a immédiatement répondu: "Je veux gagner le Param Vir Chakra." Fidèle à ses paroles, le capitaine Manoj Kumar Pandey a remporté la plus haute distinction de bravoure du pays, mais à titre posthume.

## Kargil
Au cours de la Guerre de Kargil, il repoussa les envahisseurs le 11 juin 1999 dans le secteur de Batalik. À la tête de ses hommes, il saisit le sommet de Jubar, considéré comme important en raison de son emplacement stratégique. Évaluant rapidement la situation, le jeune officier mena son peloton le long d'une crête étroite et dangereuse qui menait à la position ennemie. Alors qu'ils approchaient de l'objectif, l'ennemi engagea le feu, bloquant efficacement l'attaque indienne. Faisant preuve d'un grand courage, il bondit devant ses troupes et chargea l'ennemi avec un cri de guerre à pleine gorge à travers une grêle de balles.
Bien que blessé à l'épaule et à la jambe, il poursuivit sa charge solitaire avec une grande détermination, jusqu'à ce qu'il se rapproche du premier bunker. Les deux unités engagèrent alors un féroce corps-à-corps. Sans se soucier de ses blessures, il se précipita de bunker en bunker pour pousser ses camarades à continuer. Gravement blessé, il s'effondra au dernier bunker et succomba finalement à ses blessures.

## Opération Vijay
Le capitaine Manoj Kumar Pandey a participé à une série d'attaques audacieusement menées pendant l'opération Vijay ; repoussant les intrus avec de lourdes pertes à Batalik, où il s'empara de Jubar Top.
Dans la nuit du 3 juillet 1999, lors de l'avancée vers Khalubar, alors que son peloton approchait de son objectif final, il subit un tir ennemi intense et intense depuis les hauteurs environnantes. Le capitaine Pandey a été chargé de dégager les positions ennemies qui empêchait le bataillon de passer, était dans une position vulnérable. Il a rapidement déplacé son peloton vers une position avantageuse sous le feu intense de l'ennemi, envoyé une section pour dégager les positions ennemies par la droite et chargea lui-même pour dégager les positions ennemies par la gauche.

## Martyre
Attaquant sans crainte la première position ennemie, il tua deux ennemis et détruit la deuxième position en en tuant deux autres. Il fut blessé à l'épaule et aux jambes en franchissant la troisième position. Imperturbable et sans se soucier de ses graves blessures, il continua à mener l'assaut sur la quatrième position en exhortant ses hommes et en détruisant le bunker avec une grenade.
Cet acte de bravoure exceptionnel du capitaine Pandey a permis à son unité de s'emparer de Khalubar. L'officier a finalement succombé à ses blessures. Le capitaine Manoj Kumar Pandey a ainsi fait preuve d'un courage indomptable, d'un leadership exceptionnel et d'un dévouement allant jusqu'au sacrifice suprême.

## Param Vir Chakra
La citation de Param Vir Chakra est la suivante :
Le lieutenant Manoj Kumar Pandey, jeune officier du 1/11 Gorkha Rifles, a participé à une série d'attaques audacieusement menées pendant l'opération Vijay, refoulant les envahisseurs avec de lourdes pertes à Batalik, y compris au cours de la capture de Jubar Top.
Sa plus belle heure a été pendant l'avance à Khalubar, quand il commandait le peloton numéro 5. Dans la nuit du 2 au 3 juillet 1999, alors que le peloton approchait de son objectif final, il subit des tirs ennemis intenses depuis les hauteurs environnantes. L'officier fut chargé de dégager les positions ennemies qui empêchaient le bataillon de progresser et le mettait dans une position vulnérable. L'officier a rapidement déplacé son peloton dans une position avantageuse sous un feu ennemi intense et a envoyé une section pour dégager les positions ennemies par la droite, tandis qu'il procédait lui-même au dégagement de quatre autres positions ennemies sur la gauche. Attaquant sans crainte la première position ennemie, il tua deux adversaires et attaqua la seconde position, tuant de nouveau deux autres adversaires. Le lieutenant Manoj Kumar Pandey fut blessé à l'épaule et aux jambes par un tir ennemi alors qu'il franchissait la troisième position. Imperturbable et sans se soucier de ses blessures, il donna l'assaut à la quatrième position en exhortant ses hommes et détruisit le bunker à la grenade. Cet acte héroïque permit d'assurer la position et, par la suite, de saisir Khalubar.
Le lieutenant Manoj Kumar Pandey a ainsi fait preuve d'une bravoure des plus remarquables, d'un courage indomptable, d'une valeur personnelle exemplaire, d'un leadership exceptionnel et d'un dévouement au devoir d'un ordre exceptionnellement élevé face à l'ennemi et a fait le sacrifice suprême dans les plus hautes traditions de l'armée.

## Héritage

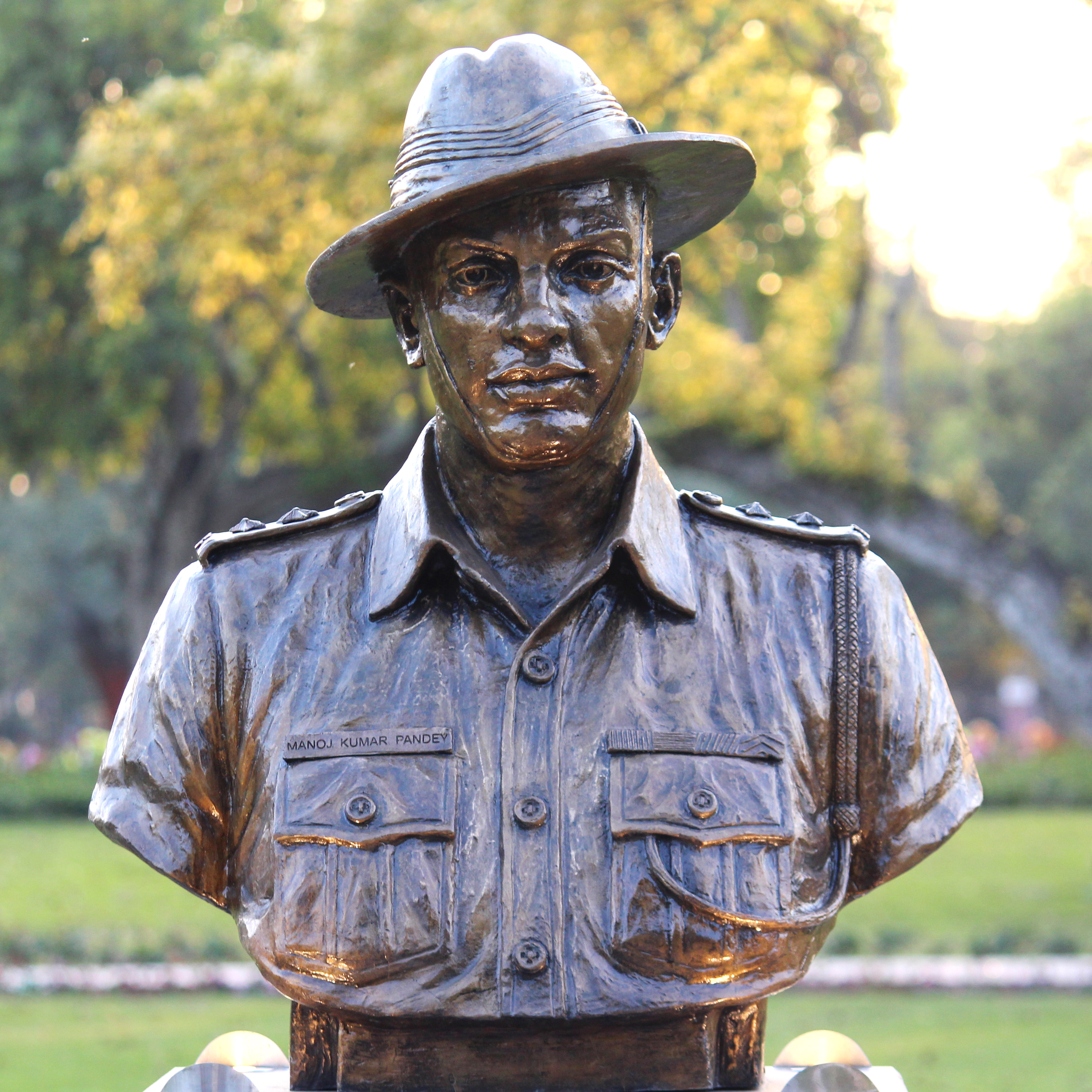
Statue de Pandey à Param Yodha Sthal, National War Memorial, New Delhi.

- Manoj Kumar Pandey a reçu le Param Vir Chakra, la plus haute médaille de bravoure de l'Inde, à titre posthume.
- Son père, M. Gopichand Pandey, a reçu le prix du président de l'Inde le 52e jour de la République indienne.
- L'école Uttar Pradesh Sainik, Lucknow a nommé son nouvel auditorium en l'honneur du lieutenant Pandey. Sa première pierre fut posée par le général VK Singh en 2011[4].
- L'école Uttar Pradesh Sainik, Lucknow organise chaque année un tournoi de football inter-écoles en tant que « tournoi de football inter-écoles du lieutenant Manoj Kumar Pandey memorial » à l'école même[5].
- L'école Uttar Pradesh Sainik, Lucknow a son portail principal nommé d'après lui.
- L'Army Welfare Housing Organisation (AWHO) a conçu et construit un complexe d'appartements pour les anciens combattants dans le district de Ghaziabad, Uttar Pradesh, et l'a nommé pour « Manoj Vihar ».
- Le quartier militaire près de l'hôpital Cardio Thoracic Center (CTC) de Pune porte le nom du capitaine Manoj Pandey comme "Capt. Enclave de Manoj Pandey "
- L'Académie de la défense nationale a nommé le bloc scientifique « bloc Manoj Pandey »[6].
- Un rond-point porte également le nom du capitaine Manoj Pandey en tant que "Lieutenant Manoj Pandey Chowk" dans son district d'origine Sitapur, Uttar Pradesh et centre de Gomti Nagar, Lucknow, Uttar Pradesh, Inde.
- Une salle de réunion a été réalisée à sa mémoire à l'école de sainik Lucknow où il a été formé. Elle est le symbole de la motivation pour les élèves de l'école de sainik
- Une salle au nom du Capt. Manoj a été inaugurée au comité de sélection des services Allahabad nommé Manoj Pandey Block.
- Une galerie du musée de la guerre de Kargil à Dras porte son nom[7].
- En mémoire de ses plus grands efforts pour sauver la nation des forces ennemies, le lycée Rani Laxmi Bai Memorial a construit un auditorium en son nom, inauguré par son père et sa mère.

## Journal intime
- Dans son journal intime, il a écrit "Certains objectifs sont si dignes, qu'il est même glorieux d'échouer".
- À la mémoire de sa mère, il écrivit : "Elle est l'étoile qui brille dans l'obscurité, quelqu'un qui donnera et bénira toujours."
- Juste en dessous du poème, se trouvent les quatre lignes écrites en caractères gras : "Si la mort frappe avant que j'ai pu prouver ma bravoure, je promets (jure) que je la tuerai."

## Dans la culture populaire
Il a été interprété par l'acteur de Bollywood Ajay Devgan dans le film de JPDutta LOC Kargil.